# 柳家ふくびき
柳家 ふくびき（やなぎや ふくびき、1988年8月10日 - ）は、落語芸術協会に所属していた元落語家。出囃子は『富士山』。本名は岡田 祥宏。東京都昭島市出身。

## 経歴
落語家になる前は添乗員をしていた。
2016年10月、二代目柳家蝠丸に入門し「柳家まめ蝠」を名乗り前座修行。病気療養の為、2018年2月に二代目柳家蝠丸門下へ再入門し「柳家ふくびき」を名乗る。
2022年3月21日、二ツ目昇進。2023年7月、廃業。

## 芸歴
- 2016年10月 - 二代目柳家蝠丸に入門、「まめ蝠」を名乗る。
- 2018年2月 - 二代目柳家蝠丸に再入門、「ふくびき」を名乗る。
- 2022年3月 - 二ツ目昇進。